# Martial Solal - Works for Piano and Two Pianos
Works for piano and two pianos est un album du pianiste Éric Ferrand-N'Kaoua paru en 2015 sur le label Grand Piano, sur lequel il interprète des compositions de Martial Solal.

## À propos de l'album
Martial Solal est connu des amateurs de jazz pour son immense talent d'improvisateur. C'est également un compositeur prolifique, qui a intégré l'idée, développée par André Hodeir, selon laquelle le jazz ne doit pas être uniquement improvisé pour rester dans l'histoire. Il a ainsi composé pour son big band dès les années 1950, et écrit de nombreuses musiques de film (À bout de souffle, Le Procès, Les Acteurs , etc.). Ses liens avec Marius Constant ou André Hodeir lui ont permis d'écrire des pièces en dehors du monde du jazz, notamment plusieurs concertos pour piano et diverses œuvres pour ensemble.
Pour autant, ses œuvres écrites sont assez rarement interprétées, et toutes les pièces jouées sur cet album (sauf la Ballade) sont enregistrées pour la première fois sur disque.
Dans ses concerts, Éric Ferrand-N'Kaoua a l'habitude de mêler aux œuvres de Bach, Liszt, Chopin, ou Debussy des pièces influencées par le jazz ou transcrites d'après des solos de grands jazzmen. Dès 2009, il a interprété le  concerto pour piano et cordes Échanges de Solal et a été en 2020 le soliste de son concerto Coexistence avec l'Orchestre National de France.

## À propos des œuvres interprétées
Dans les pièces écrites par Solal, on retrouve souvent la liberté qu'il a en tant qu'improvisateur, avec des idées qui se bousculent et naviguent entre le « in » et le « out » (dans et hors de l'harmonie).

### Voyage en Anatolie
Le titre est un jeu de mots, très solalien, qui n'a rien à voir avec la région turque. Voyage en Anatolie explore les 32 mesures de l'anatole, une progression harmonique très fréquente dans le jazz et issue de I Got Rhythm de Gershwin. À l'origine initié pour Manuel Rocheman, le morceau a été achevé en vue de cet enregistrement. Il consiste en treize variations autour de cette formule (le titre original était 13 fois 32)[réf. souhaitée], enchaînées avec une audace harmonique croissante, et dans lesquelles on trouve « des phrases rapides et tourbillonnantes aux deux mains, des silences inattendus et des flèches mélodiques teintées de bebop et plus encore ».
Le tempo est très élevé (160 à la blanche) ce qui rend l'exécution de la pièce particulièrement difficile.

### Jazz Preludes
Les Préludes, écrits vers 1990, sont des « instantanés regorgeant d’idées musicales aux contours précis », des « pièces concises et incisives que l'on feuillette comme un album d'estampes fugaces mais fortement colorées », où l'on peut déceler les couleurs du jazz, de Webern ou du dernier Debussy. Ces pièces abstraites sont plutôt brèves.

### Exercice de concert
L'Exercice de concert est la retranscription d'une improvisation de 1994 alors intitulée Ah non !, qui reprend à la main gauche le premier exercice du Pianiste virtuose de Hanon, joué en si, en laissant la main droite improviser librement. Le procédé peut évoquer le Doctor gradus ad parnassum de Claude Debussy. Plein d'humour, le morceau comprend des citations de Peer Gynt de Grieg ainsi que de la première valse de Chopin.
Cette improvisation a été transcrite par Pascal Wetzel (qui a notamment publié des relevés de Bill Evans) en 2011, sous la supervision de Solal et de Ferrand-N'Kaoua, à qui le morceau est dédié.

### 11 Études
Solal admire et joue les Études de Chopin et celles de Liszt, et ses propres études en constituent une réponse. Celles-ci « illustrent une difficulté technique ou rythmique différente par un propos musical particulier ». Empreintes de jazz et de swing, leurs titres peuvent évoquer Couperin ou Rameau ou encore l'humour de Satie.
Chacune des études est une potentielle pièce de concert, et la dimension didactique des études n'est pas forcément perceptible au premier abord, à moins de les travailler.
La nonchalante présente des accords de neuvième à la main gauche difficiles pour les petites mains, et de belles phrases à la main droite ; La syncopée est plus abordable, avec un beau travail de rythme, mais appelle une prononciation et une accentuation typiquement jazz. La Jazzifiante, La joyeuse d'apparence plus simple, La motorisée et La tonique présentent de nombreuses difficultés rythmiques avec des traits rapides ; La charmante travaille les extensions ; La calme et agitée, très avancée harmoniquement, alterne accords en blanches et traits rapides ; La trépidante joue sur des cellules chromatiques ; La lancinante utilise des notes répétées à la main droite.

### Ballade pour deux pianos
La Ballade est le seul morceau sur lequel Martial Solal rejoint Éric Ferrand-N'Kaoua au piano. Les deux pianistes improvisent chacun à leur tour à la fin de la pièce.
Cette pièce avait précédemment été enregistrée par Katia et Marielle Labèque, pour qui elle avait été écrite (Love Of Colours, 1991), puis par Solal lui-même avec Robert Kaddouch sur l'album du même nom en 2015.

## Réception critique
L'album a été généralement bien accueilli par la critique,,. Le journal dominical suisse Schweiz am Sonntag (de) lui accorde la note maximale de cinq étoiles.
Dans Jazz Magazine qui décerne un Choc à l'album, Ludovic Florin écrit qu'« Éric Ferrand-N'Kaoua fait preuve d'un sens du tempo et même d'un swing rarissimes à ce niveau chez les interprètes classiques ». Il suppose que Solal a été suffisamment impressionné par « la compréhension profonde de son art » pour le rejoindre sur sa Ballade pour deux pianos. Classica relève « un rien de sécheresse dans la sonorité, mais une dextérité, une maîtrise qui dénotent un compagnonnage de longue date avec les œuvres du grand jazzman. » Pour Guillaume Lagrée, « Eric Ferrand N'Kaoua joue cette musique avec une technique sans faille, de l'amour, du respect, de la joie. Il nous livre un message de beauté, de raffinement, de subtilité trop rare chez les pianistes de Jazz, celui que défend depuis plus de soixante ans Martial Solal. »
Glyn Pursglove, quant à lui, regrette qu'Éric Ferrand-N'Kaoua manque de swing et soit un peu sage dans son jeu par rapport aux enregistrements de Solal lui-même. Il reconnaît tout de même que c'est un album qui présente un grand intérêt pour les admirateurs de Solal. Bien qu'il s'agisse d'une contribution au répertoire pianistique de demain, la presse « classique » s'est sentie peu concernée par le disque, à part le site américain CultureCatch.com qui l'a classé 6e des meilleurs albums classiques de l'année 2015, section compositeurs contemporains ou vivants[réf. nécessaire].

## Liste des pistes
| No | Titre                     | Musique       | Durée |
| -- | ------------------------- | ------------- | ----- |
| 1. | Voyage en Anatolie (2011) | Martial Solal | 5:37  |

| 2. | no 1 | Martial Solal | 1:46 |
| 3. | no 2 | Martial Solal | 1:46 |
| 4. | no 3 | Martial Solal | 1:46 |
| 5. | no 4 | Martial Solal | 1:46 |
| 6. | no 5 | Martial Solal | 1:46 |
| 7. | no 6 | Martial Solal | 1:46 |
| 8. | no 7 | Martial Solal | 1:46 |

| No | Titre               | Musique                      | Durée |
| -- | ------------------- | ---------------------------- | ----- |
| 9. | Exercice de concert | Martial Solal, Pascal Wetzel | 5:30  |

| 10. | no 1 La nonchalante     | Martial Solal | 5:30 |
| 11. | no 2 La syncopée        | Martial Solal | 5:30 |
| 12. | no 3 La Jazzifiante     | Martial Solal | 5:30 |
| 13. | no 4 La joyeuse         | Martial Solal | 5:30 |
| 14. | no 5 La charmante       | Martial Solal | 5:30 |
| 15. | no 6 La calme et agitée | Martial Solal | 5:30 |
| 16. | no 7 La chantante       | Martial Solal | 5:30 |
| 17. | no 8 La motorisée       | Martial Solal | 5:30 |
| 18. | no 9 La tonique         | Martial Solal | 5:30 |
| 19. | no 10 La trépidante     | Martial Solal | 5:30 |
| 20. | no 11 La lancinante     | Martial Solal | 5:30 |

| No  | Titre                           | Musique       | Durée |
| --- | ------------------------------- | ------------- | ----- |
| 21. | Ballade pour deux pianos (1985) | Martial Solal | 6:50  |

## Interprètes
- Éric Ferrand-N'Kaoua : piano
- Martial Solal : piano sur Ballade pour deux pianos